# Кравченко Олександр Дмитрович
Олекса́ндр Дми́трович Кра́вченко (8 жовтня 1979 — 12 лютого 2015) — молодший сержант Збройних сил України, учасник російсько-української війни.

## Життєвий шлях
Закінчив Королівську ЗОШ. У часі війни на фронт пішов добровольцем; молодший сержант 169-го навчального центру Сухопутних військ, інструктор роти матеріального забезпечення.
Загинув 12 лютого 2015-го у боях за Дебальцеве поблизу Луганського.
Похований в Королівці.
Без Олександра лишилися брати.

## Нагороди та вшанування
- Указом Президента України № 436/2015 від 17 липня 2015 року — орденом «За мужність» III ступеня (посмертно)[1]
- іменем Олександра Кравченка названо центральну вулицю села Королівка
- 8 травня 2015 року у Королівській ЗОШ відкрито меморіальну дошку випускнику Олександру Кравченку